# ساموس
سَامُوس أو شَامُوس أو شَامُس (باليونانية: Σάμος) هي جزيرة تتبع مقاطعة ساموس في اليونان. وهي موطن فيثاغورس

## المناخ
يظهر الجدول التالي التغييرات المناخية على مدار السنة لساموس:
| البيانات المناخية لـساموس                                                                | البيانات المناخية لـساموس | البيانات المناخية لـساموس | البيانات المناخية لـساموس | البيانات المناخية لـساموس | البيانات المناخية لـساموس | البيانات المناخية لـساموس | البيانات المناخية لـساموس | البيانات المناخية لـساموس | البيانات المناخية لـساموس | البيانات المناخية لـساموس | البيانات المناخية لـساموس | البيانات المناخية لـساموس | البيانات المناخية لـساموس |
| الشهر                                                                                    | يناير                     | فبراير                    | مارس                      | أبريل                     | مايو                      | يونيو                     | يوليو                     | أغسطس                     | سبتمبر                    | أكتوبر                    | نوفمبر                    | ديسمبر                    | المعدل السنوي             |
| ---------------------------------------------------------------------------------------- | ------------------------- | ------------------------- | ------------------------- | ------------------------- | ------------------------- | ------------------------- | ------------------------- | ------------------------- | ------------------------- | ------------------------- | ------------------------- | ------------------------- | ------------------------- |
| الدرجة القصوى °م (°ف)                                                                    | 20.4 (68.7)               | 21.4 (70.5)               | 24.0 (75.2)               | 28.0 (82.4)               | 34.4 (93.9)               | 39.4 (102.9)              | 43.0 (109.4)              | 40.6 (105.1)              | 37.2 (99.0)               | 31.6 (88.9)               | 26.0 (78.8)               | 23.0 (73.4)               | 43.0 (109.4)              |
| متوسط درجة الحرارة الكبرى °م (°ف)                                                        | 13.4 (56.1)               | 13.7 (56.7)               | 16.3 (61.3)               | 19.8 (67.6)               | 25.1 (77.2)               | 30.5 (86.9)               | 33.7 (92.7)               | 33.6 (92.5)               | 28.6 (83.5)               | 23.6 (74.5)               | 18.8 (65.8)               | 14.9 (58.8)               | 22.7 (72.8)               |
| المتوسط اليومي °م (°ف)                                                                   | 10.6 (51.1)               | 10.7 (51.3)               | 12.8 (55.0)               | 15.9 (60.6)               | 20.5 (68.9)               | 25.8 (78.4)               | 28.8 (83.8)               | 28.8 (83.8)               | 24.4 (75.9)               | 20.0 (68.0)               | 15.4 (59.7)               | 12.2 (54.0)               | 18.8 (65.9)               |
| متوسط درجة الحرارة الصغرى °م (°ف)                                                        | 7.7 (45.9)                | 7.7 (45.9)                | 9.3 (48.7)                | 12.1 (53.8)               | 15.9 (60.6)               | 21.0 (69.8)               | 24.0 (75.2)               | 24.1 (75.4)               | 20.2 (68.4)               | 16.5 (61.7)               | 12.1 (53.8)               | 9.5 (49.1)                | 15.0 (59.0)               |
| أدنى درجة حرارة °م (°ف)                                                                  | −2.4 (27.7)               | −3.4 (25.9)               | −1.0 (30.2)               | 5.0 (41.0)                | 7.4 (45.3)                | 8.8 (47.8)                | 14.8 (58.6)               | 16.4 (61.5)               | 12.2 (54.0)               | 7.0 (44.6)                | 1.0 (33.8)                | −1.4 (29.5)               | −3.4 (25.9)               |
| الهطول مم (إنش)                                                                          | 148.5 (5.85)              | 102.8 (4.05)              | 85.9 (3.38)               | 31.8 (1.25)               | 15.5 (0.61)               | 2.7 (0.11)                | 0.7 (0.03)                | 1.1 (0.04)                | 22.7 (0.89)               | 28.9 (1.14)               | 110.4 (4.35)              | 163.7 (6.44)              | 714.7 (28.14)             |
| متوسط أيام هطول الأمطار                                                                  | 12.4                      | 10.4                      | 8.6                       | 7.4                       | 4.0                       | 1.1                       | 0.2                       | 0.1                       | 1.4                       | 4.6                       | 9.3                       | 13.7                      | 73.2                      |
| متوسط الرطوبة النسبية (%)                                                                | 70.2                      | 68.1                      | 67.5                      | 64.4                      | 59.1                      | 50.5                      | 43.7                      | 46.0                      | 51.6                      | 62.2                      | 68.6                      | 72.6                      | 61.3                      |
| المصدر #1: Hellenic National Meteorological Service (temperature and precipitation days) |                           |                           |                           |                           |                           |                           |                           |                           |                           |                           |                           |                           |                           |
| المصدر #2: NOAA (precipitation, and extremes)                                            |                           |                           |                           |                           |                           |                           |                           |                           |                           |                           |                           |                           |                           |

## أعلام
- أندرياس كوباسيس باشا
- ميليسوس من ساموس
- فيثاغورس
- إبيقور
- أوديسوس فيلاناس